# Mundaka-upanishad
La Mundaka-upanishad (siglo III a. C.) es una de las primeras y principales Upanishads, un género de más de 200 escrituras hinduistas.
- muṇḍakopaniṣad, en el sistema AITS (alfabeto internacional para la transliteración del sánscrito).
- मुण्डकोपनिषद्, en escritura devanagari del sánscrito.
- Pronunciación: /mundáka upanishád/.[1]
- Etimología: la Upanishad de las cabezas rapadas’, siendo muṇḍa: ‘cabeza rapada’ y upa-ni-ṣad: ‘eso que se debe aprender debajo [de un maestro]’.[1] Se la llama también Ksurika-upanisad (‘la Upanishad de la afeitadora’).

Así como cada Upanishad principal logró «filtrarse» en la recitación diaria ―de memoria― alguno de los cuatro antiguos Vedas, la Mundaka-upanishad se recita desde fines del I milenio a. C. junto con el Átharva-veda (de principios del I milenio a. C.). Se la llama también Atharvana-upanishad.
Hacia el siglo IX d. C., el escritor indio Adi Sankará escribió un comentario donde desarrolló las ideas vedánticas contenidas en esta Upanishad.
En la lista de 108 Upanishads que aparece en la Muktika-upanishad (siglo XII a. C.), la Mundaka figura como quinta.
Es una mantra-upanishad, es decir, tiene la forma de mantras.
Pero, como observan los comentaristas, aunque está escrita en verso, no fue hecha para ser utilizada en los rituales védicos, como sí lo son otros mantras.
Su único objetivo es enseñar el conocimiento más elevado, el conocimiento del Brahman, que no se puede obtener mediante sacrificios de animales (prescritos en los Vedas) ni por la adoración (upasana), sino solamente mediante la meditación explicada en las Upanishad.

## Origen mítico de esta «Upanishad»
En el inicio de esta Upanishad se declara ―sin aportar ninguna evidencia de las Escrituras sagradas anteriores, los Vedas― que este conocimiento no es nuevo, sino que ya el dios creador Brahmá se lo había relatado a su hijo Atharva; éste se lo enseñó a SatiaVaja, éste se lo dijo a Anguiras, quien a su vez se lo dijo a Shaúnaka. El texto de esta Upanishad es el diálogo entre estos dos últimos.

## Organización
En total, esta Upanishad tiene 64 mantras, que están divididos en tres capítulos y cada capítulo está dividido en subcapítulos llamados «khanda» (a veces traducidos ‘cantos’ por su parecido fonético).

## Características principales
En este texto se definen las seis disciplinas del Vedanga, que deben de haber sido creadas en ese siglo, o en alguno próximo anterior.
Shaúnaka se acerca al sabio Anguiras y le dice: «Señor venerado, ¿que es eso que al ser conocido uno lo conoce todo?».
El resto del texto es la respuesta de Anguiras a esta pregunta.
Anguiras respondió que existen dos conocimientos:
- para-vidia (‘conocimiento superior’), acerca del Brahman)
- apara-vidia (‘conocimiento no superior’), acerca de las cosas mundanas.

Aunque el apara vidia permite ganar el sustento, no muestra al Brahman.
Así como al conocer el oro se conocen todos los ornamentos que se pueden hacer con oro, al conocer akshara se conoce el universo material completo.
Una característica importante de esta Upanishad es que alienta el saniasa (‘completa renuncia’).
Según los versos 1.2.11, 3.2.6 y 3.2.3, el convertirse en monje es la única manera de conocer el Brahman.
La siguiente cita proviene del Mundaka-upanishad 3.2.3:
naiam atma pravachanena labhió
na medhaiá na baju na srutená
iamevaisha vrinute tena labhiá
stasyaisha atma vivrinute tanum suam
nāyamātmā pravacanena labhyo
na medhayā na bahunā śrutena |
yamevaiṣa vṛṇute tena labhya-
stasyaiṣa ātmā vivṛṇute tanūṁ svām || 3||
No se puede tener el conocimiento del alma [suprema] por medio del razonamiento,
la erudición, o el estudio [de los Vedas].
Sólo a través de misericordia sin causa revela su propia
persona a quien Él lo acepta como su propio.
Este Atman no puede ser alcanzado a través del estudio de los Vedas,
ni a través de la inteligencia, ni a través de mucho aprendizaje.
Aquel que elige al atman, solamente él puede alcanzar el atman.
Es atman el que le revela al buscador su verdadera naturaleza.
Uno podría convertirse en un yogui que pueda hacer las posturas más espectaculares y aguantar la respiración más que nadie más, o un filántropo que hace obras de caridad y bienestar público, o un intelectual estudioso, pero no por eso desaparecerá maia (la ilusión mundana, los deseos materiales) de esa persona.
Para alcanzar la salvación definitiva (moksa) es esencial convertirse en monje y abandonar el mundo.
El renacimiento (samsara, reencarnación) sucede porque la persona muere con deseos sin cumplir. Solo el que renunció a todos los deseos (tomando saniasa, convirtiéndose en monje) no tiene deseos, por lo que al morir su cuerpo no volverá a nacer, sino que se funde con el Brahman (Mundakopanisad, 3.2.2).
Se presenta la analogía del arco y la flecha.
La flecha es el buscador de la verdad ―purificado por upasana (la adoración de ídolos)―; el arco es el pranava (el mantra Om) explicado en esta Upanishad y el blanco es el Brahman.
Según este autor, los sentidos dejan de sentirse atraídos por sus objetos cuando se los reprime voluntariamente. (Ver Mundakopanisad, 2.2.4).
Se da la analogía del ánfora de arcilla: cuando la olla se rompe, el espacio dentro de la olla se vuelve uno con el espacio exterior grande; así mismo, cuando el alma rompe su cáscara (el cuerpo material) se puede fundir con el Brahman (Mundakopanisad, 3.2.5)
Cuando el cuerpo de un alma común muere, sus elementos materiales se funden con la materia, pero el cuerpo sutil (la mente del deseo, etc.) la acompaña a su próxima reencarnación. En cambio cuando muere una persona autorrealizada, la mente se funde con su fuente y el alma se convierte en un río que se funde en el océano del Brahman (Mundakopanisad, 3.2.7 y 3.2.8).
Como esta Upanishad era el diálogo entre Shaúnaka y Anguiras, el final sucede cuando el discípulo agradece al maestro.
En la Mundaka-upanishad (3.1.6) aparece por primera vez la frase «Satiam eva yaiaté» (‘la verdad ciertamente triunfa’), el lema nacional de la India, que aparece en el escudo nacional con cuatro leones.